# Csád zászlaja
Csád zászlaja Csád nemzeti jelképe.
A kék szín a folyókat és az erdőket, a sárga homokot és a sivatagot, a vörös az áldozathozatalt és a mártírok vérét szimbolizálja az Afrika közepén fekvő ország zászlaján.
A zászlót 1959. november 6-án vonták fel. Oldalainak aránya 2:3
A zászló 1990 óta jóformán megegyezik a román zászlóval (bár az utóbbi kék sávja egy árnyalattal világosabb), ezért néha gondok is támadnak belőle. Csád már 2004-ben kérte az ENSZ-t, hogy vizsgálja meg a román-csádi zászlókérdést, azonban Ion Iliescu akkori román elnök kijelentette, hogy Románia nem hajlandó megváltoztatni nemzeti lobogóját.
A kérdés csak napjainkban alakult ki, ugyanis a román trikolórt már 1866 óta használják, amikor Csád még nem létezett. Csád függetlenségének elnyerésekor a Nicolae Ceaușescu vezette kommunista Romániának a zászlója a nemzeti színeken túl kiegészült a kommunista címerrel, ezért a két zászló a hasonló színek ellenére másmilyen volt. 1989 után eltávolították a kommunista címert a román zászlóból, így vált lényegében hasonlóvá a román és csádi zászló.